# ホリィさんが通る
『ホリィさんが通る』（ホリィさんがとおる）は、原作：岩井恭平、漫画：大庭下門による日本の漫画作品。角川書店刊『月刊少年エース』にて2009年8月号から2010年6月号まで連載された。単行本は全2巻。
ライトノベル『ムシウタ』の著者、岩井恭平による作品。岩井にとっては『Oz -オズ-』に続き2作目の漫画原作である。初回掲載号（2009年8月号）の『月刊少年エース』では、第1話と第2話は一挙掲載という形となった。同時期の『月刊少年エース』は新連載と最終回を迎える作品が多数あり、2008年12月号より毎号新連載作品がある状態であった。同作の連載予告は初回掲載号より2号前の2009年5月号においてアナウンスされていた（当然ながら、初回掲載号の1つ前の号でも連載予告は掲載されていた）。

## ストーリー
「脚本のアイディアが何も出てこない！」と嘆く想像力ゼロの演劇部員・成宮アキラは、ある日の朝、見た目も言動怪しい少女に追突される。それを境に、彼の日常は激変。巨大ウサギを目撃したり、全校生徒が水着だったり……。一人混乱するアキラだったが、元凶だと思われる少女を発見し、問いただす。するとホリィと名乗るその少女は、人の妄想を現実にする能力があるという。世界を元に戻すべく、2人は犯人である小島桜を見つけ出し、再度ホリィが桜に触れることによって全ての妄想が消えた。……はずだったが、微熱時計は動いたままで……。

## 登場人物
成宮 鏡（なるみや あきら）
本作の主人公。御成第一中学校に通う中学二年生（13歳）。作中の表記は「アキラ」の場合がほとんど。
想像力＆妄想力ゼロの冷めた少年。演劇部に所属し、脚本を担当。度々、部長から脚本関連のメール（半分脅し）が届く様子。
髪の色が薄く、メガネをかけている。本ばかり読んでいて、妄想が出来ないため現実的なことしか口にせず、周囲からも「機械」や「植物」、「人との接し方を忘れてるのでは？」と言われるほど根暗なイメージがある様子。
桜のことが少し気になっていた。
桜の事件後も微熱時計が動き続けているため、ホリィより「桜の監視を行う」よう言われている。
現実主義者（クッキークランブル）であるため、ホリィに触れても妄想に感染しない。
ホリィ
他人と触れると、その人の“妄想”を“現実”にしてしまう能力を持つ少女。
“現実”になった“妄想”は、他の人間にとっても“現実”になる。
前提条件として「ケタ外れの妄想力の持ち主」にしか影響を及ぼさないが、誰がそうなのか判らないため、現実主義者（クッキークランブル）であるアキラとは普通に触れられる。そのため、アキラとのスキンシップを喜んでいる模様。
一人称は「あちゃし」。メガネっ娘。奇妙な衣服を身にまとっている。レア物のフィギュアを収集する趣味がある。
主食はお菓子だが、マヨネーズが好きらしく、冷蔵庫には業務用の物が二つ入っている。ツンデレのような性格をしている。
小嶋 桜　（こじま さくら）
アキラの通う学校の生徒会長。美人で成績優秀な政治家の娘で、周囲からも特別視されているが、実際はそのような扱いに不満を持ち、ホリィに触れた際に彼女の妄想が現実になってしまった。
実際は些細なきっかけでＨな妄想をしてしまいがちで、妄想が現実になった回ではセリフの吹き出しにモザイクがかかっていた。その後も、アキラとの会話の途中で妄想をして鼻血を噴き出すなどの行動をしている。
ホリィ曰く、幸福主義者（ハッピートリガー）。
事件後、誰にも知られていなかった本性をアキラに見られたため、安堵を覚えている。異性としても気になっているような様子が見られる。
なぜか自己の妄想世界でのことを「現実にあったこと」として認識しており、他者の妄想世界の中でも、正しい現実を認識している。また、巨大なウサギのぬいぐるみを出現させる能力も失われていない。
小日向 雛子（こひなた ひなこ）
アキラのクラスメイト。自分がお子様体型で背が低く、運動神経もなく成績も悪いことを気にしている。そのためについたあだ名が「低性能（ロースペック）」。
友達もおらずおとなしくて目立たないため、それらがコンプレックスとなりネガティブな性格をしている。アキラ曰く「自分の世界に篭もりっきりの、僕と同じような存在」。
妄想世界では、背が高く、プロポーションや運動神経、頭も良く、男女ともに人気のある、雛子曰く「本当の自分」になっていた。
妄想世界での能力は、日記に書かれた妄想を現実にすることと、睨んだ相手の外見とそれに伴う周囲の認識を変化させること。
なっつん
アキラの部活仲間でクラスメイト。メガネっ娘。

## 用語解説
微熱時計
ホリィが所持する、「誰かの妄想が現実になると動き出す時計」。
妄想世界
誰かの“妄想”が“現実”として認識されている世界。
空の色が変化し、その他の人間はその状態を変に思わないが、ホリィや現実主義者（クッキークランブル）であるアキラは、その状態をおかしいと感じることができる。
妄想の“発生源（はんにん）”にホリィが触れると、（余程のことがない限り）現実世界は元に戻り、妄想世界での出来事は、人の記憶からあらゆるものまで、常識の範囲内のこととして修正される。
ただし、妄想の発生源は、人によって覚えていたり、忘れたりする模様。
現実主義者（クッキークランブル）
妄想ができず、現実しか受け入れられない人を指す。
ホリィ曰く「昨日起きたことは現実ですか？　という筆問に正解を答えられる人」とのこと。つまり、「現実と妄想の区別がつく人のこと」。
妄想ができず現実しか見られないため、妄想世界に巻き込まれると、何が現実で何が妄想なのか区別がつかなくなり、自分がおかしくなったと思い込んでパニックに陥るらしい。
また、ホリィ曰く「超レア」らしく、とても珍しいらしい。
幸福主義者（ハッピートリガー）
ホリィ曰く、妄想を現実にしてしまう三つのタイプの内の一つ。大抵はこのタイプらしい。
自分の好きな未来を妄想して幸福になる人のこと。
破滅主義者（エンドロール）
ホリィ曰く、妄想を現実にしてしまう三つのタイプの内の一つ。
他人の不幸や破滅を妄想して喜ぶ人を指す。

## 単行本
レーベルは角川コミックス・エース。1巻には巻末に岩井恭平と大庭下門のコメント付き。全2巻。
- 第1巻 - 2009年12月26日初版発行　ISBN 978-4-04-715357-8
- 第2巻 - 2010年7月26日初版発行　ISBN 978-4-04-715508-4